# Roc de Courroux
Koordinaten: 47° 22′ 48″ N, 7° 23′ 14″ O; CH1903: 596118 / 247687
Der Roc de Courroux ist eine Felskanzel auf 837 m ü. M. oberhalb des Flusses Birs auf dem Gebiet von Courroux bei Delémont im Kanton Jura in der Schweiz.
Die schmalen, nach Süden gerichteten Terrassen waren bereits in der späten Bronzezeit besiedelt. Der Fels mit Spuren von Trockenmauerwerk aus der Zeit  zwischen 1100 und 800 v. Chr. stellt einen strategisch günstig gelegenen Ort dar. Gegenüber der Schlucht liegt, durch den Fluss getrennt, die Chapelle du Vorbourg.

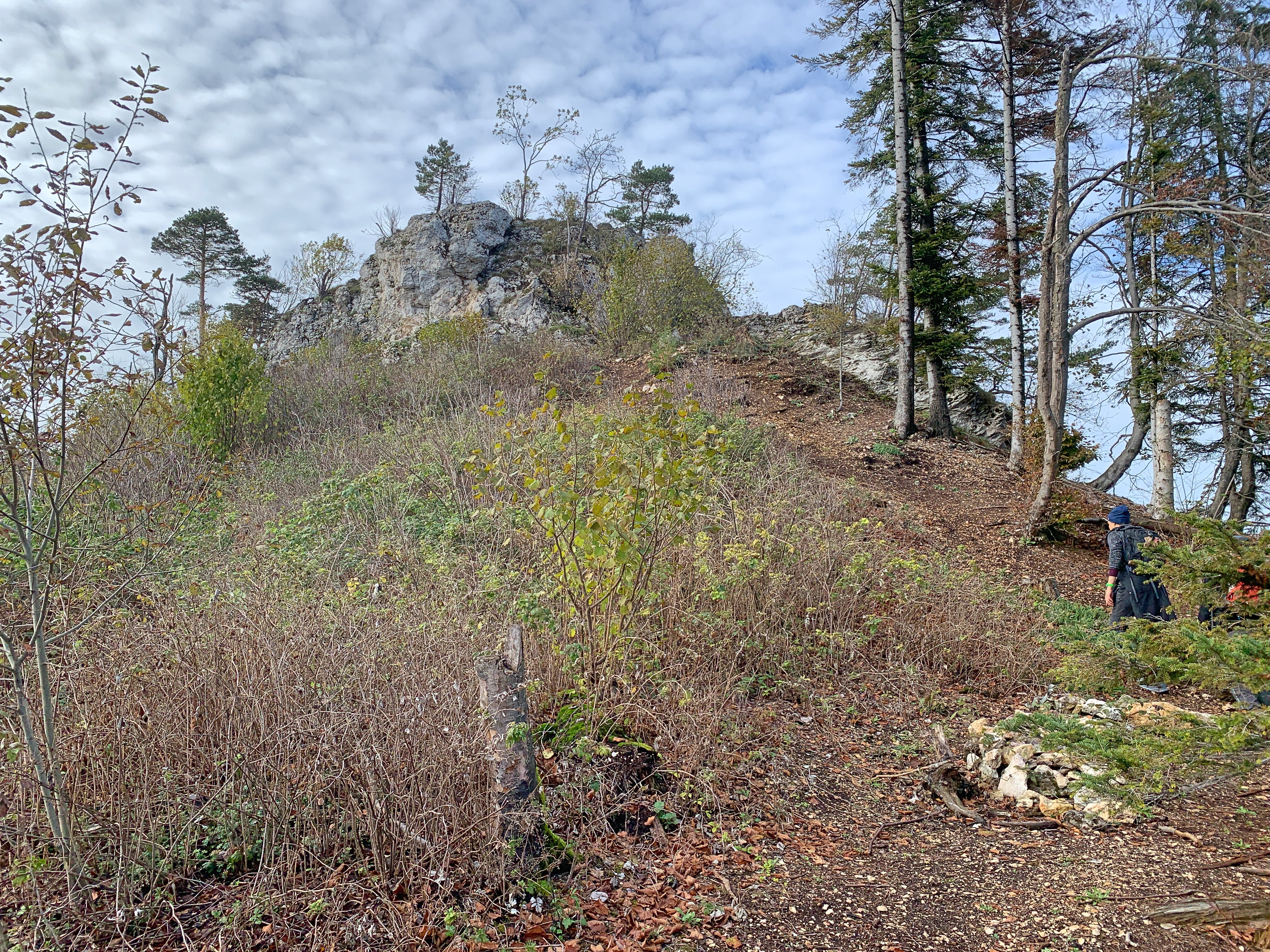
Roc de Courroux, Weg von Osten, letzte Meter vor dem Gipfelfels
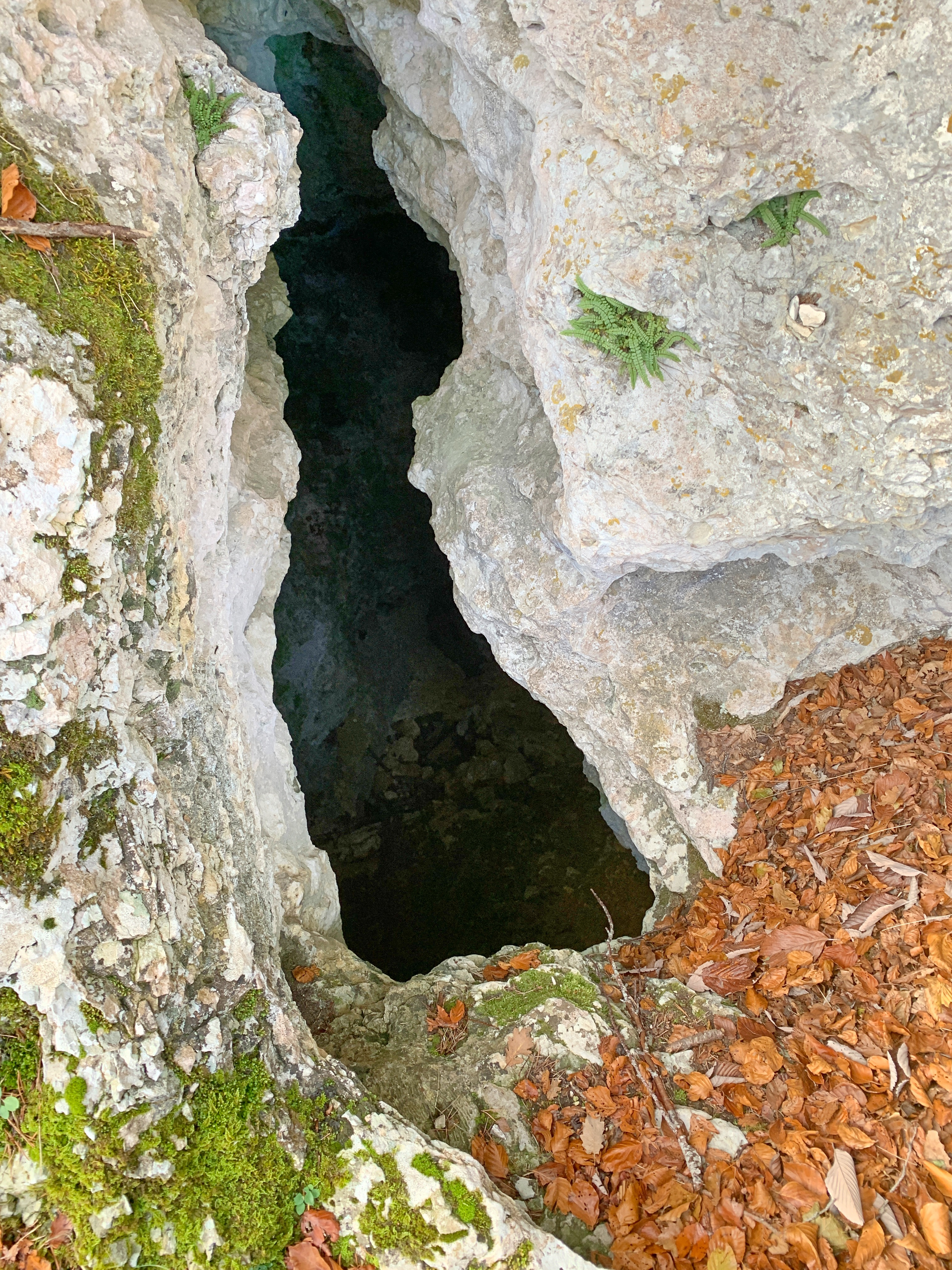
Der Roc de Courroux – grosse und kleine Löcher, Wasser höhlt den Kalkstein aus.
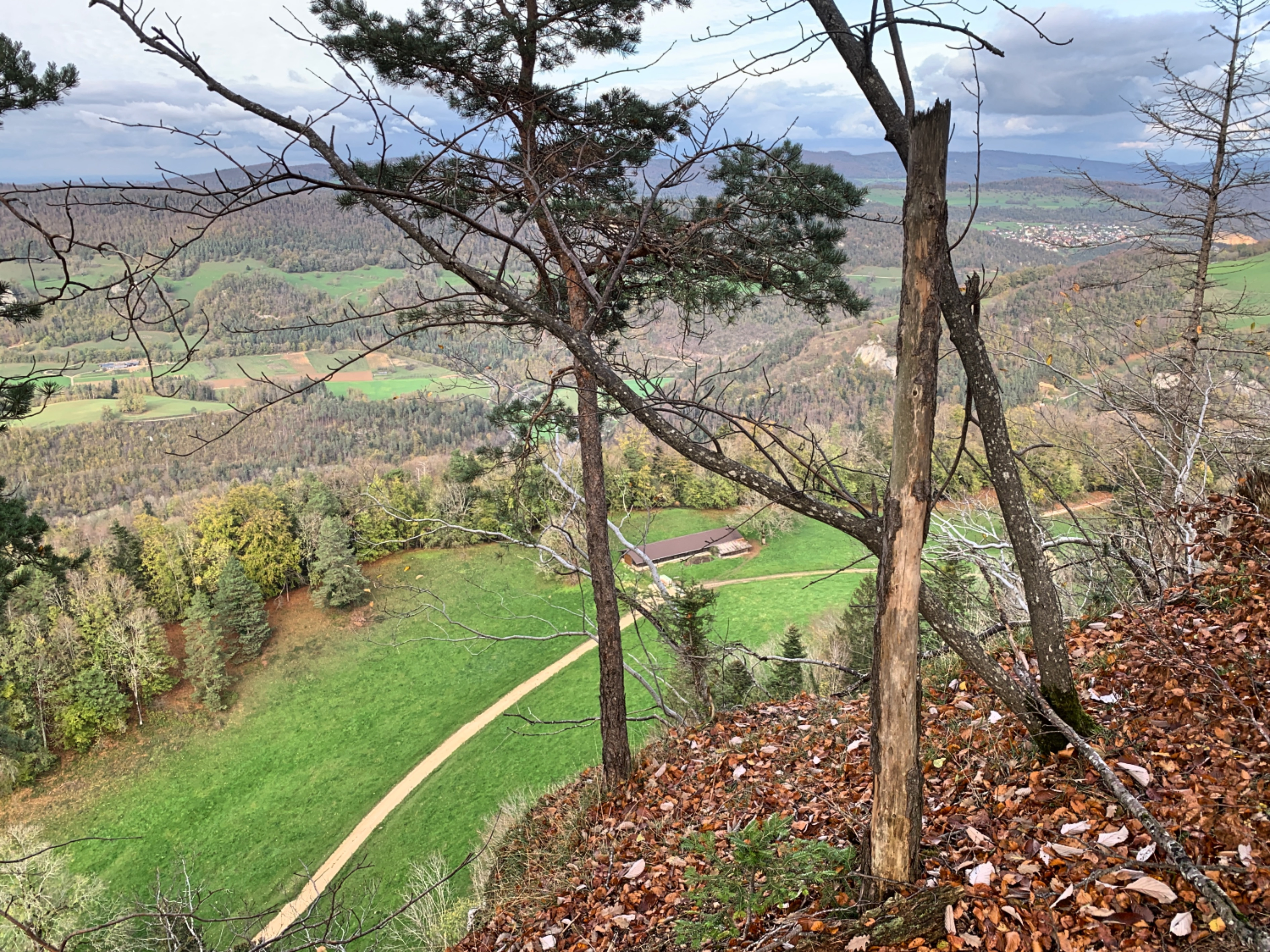
Blick vom Gipfelfels ins Seitental Derrière-la-Montagne

Der von Auguste Quiquerez  (1801–1882) entdeckte Fundort wird seit 1840 sukzessiv erforscht. Die Fundstelle ist für die Mengen und den hervorragenden Erhaltungsgrad ihrer Keramik bekannt. Dies erklärt sich daraus, als der Platz in der Folgezeit ungenutzt blieb. Typisch sind spätlatènezeitliche bzw. frühhallstattzeitliche Becher, Näpfe und Teller, die mit geometrischem Rädchendekor, bisweilen sogar mit weißer Inkrustierung verziert sind, sowie dickwandige Krüge mit Fingertupfen- oder Spateldekor.
Umfangreich war auch der Bestand an Tierknochen, Spinnwirteln, Webgewichten, Mahlsteinen. Zu den seltenen Bronzefunden gehören Messer, Nadeln, Pfeilspitzen und Ringe.